# トヨタ・W型エンジン
トヨタ・W型エンジン（トヨタ・Wがたエンジン）は、トヨタ自動車の水冷直列4気筒ディーゼルエンジンの系列である。
これにより、ダイナ/トヨエースの重積載車に搭載されていた直列6気筒の2H型が置き換えられた。

## 概要
- 製造元：日野自動車
- 日野製「W04D」型エンジンのOEM
- 生産期間
  - 1983年（昭和58年）4月 - 1995年（平成7年）5月（国内向け）

## 型式

### 1W
- 種類：OHV 8バルブ 直接噴射式
- 排気量：4,009 cc

- 搭載車種（車両型式）
  - ダイナ（P/U-WU26,40,50/70/80/90系）
  - トヨエース
  - レンジャー2